# Bannière d'Aohan
La bannière d'Aohan (敖汉旗 ; pinyin : Áohàn Qí) est une subdivision administrative de la région autonome de Mongolie-Intérieure en Chine. Elle est placée sous la juridiction de la ville-préfecture de Chifeng.

## Démographie
La population de la bannière était de 585 248 habitants en 1999.